# ستيفن غونزاليس
ستيفن غونزاليس (بالإنجليزية: Steven Gonzalez)‏ هو قاضي ومحامي أمريكي، ولد في 1963 في كاليفورنيا في الولايات المتحدة.